# Triaenodes kimilus
Triaenodes kimilus là một loài Trichoptera trong họ Leptoceridae. Chúng phân bố ở vùng nhiệt đới châu Phi.